# Ctenomyidae
Famille
Les Ctenomyidae sont une famille de rongeurs. 
Cette famille a été décrite pour la première fois en 1842 par René Primevère Lesson (1794-1849), chirurgien et naturaliste français. Elle a été considérée par certains auteurs comme une sous-famille des Octodontidae, tribu des Ctenomyini.

## Liste des genres
Selon ITIS (28 mars 2013) et Mammal Species of the World (version 3, 2005)  (28 mars 2013) :
- genre Ctenomys Blainville, 1826 - Cténomys, Tuco-tucos ou rats à peigne[3],[4]

Selon Paleobiology Database (28 mars 2013) :
- genre Actenomys
- genre Ctemys
- genre Ctenomys
- genre Megactenomys